# 30 Hudson Yards
Il 30 Hudson Yards (noto anche come North Tower o The Edge) è un grattacielo situato a New York nell'area vicina a Hell's Kitchen, Chelsea e a Pennsylvania Station.

## Descrizione
È il terzo grattacielo più alto di New York e fa parte del complesso Hudson Yards, di cui costituisce la torre più alta raggiungendo un'altezza di 386 m con 103 piani. In cima ospita anche un balcone d'osservazione per i turisti.
L'edificio è stato inaugurato il 15 marzo 2019.

### Architettura
Lo studio Kohn Pedersen Fox è stato scelto per la progettazione dell'edificio. Originariamente progettato per essere alto 408 m, l'edificio fu successivamente ridimensionato a 386 m di altezza
L'edificio è caratterizzato da un ponte di osservazione al centesimo piano, che è anche il ponte di osservazione con pavimento in vetro più alto al mondo. La hall dell'edificio contiene opere dell'artista spagnolo Jaume Plensa composta da 11 sfere in acciaio inossidabile appese al soffitto, pensate per rappresentare l'unità globale e la diversità culturale.

## Inquilini
- Lobby: WarnerMedia, Wells Fargo, Shops at Hudson Yards (vendita al dettaglio), Jack's Stir Brew Coffee
- Piani 1-15: Wells Fargo
- Piani 16-51: WarnerMedia
- Piano 25: (piano meccanico)
- Piano 35: (sky hall)
- Piano 52: (piano meccanico)
- Piani 60-66: Wells Fargo
- Piano 67: Oxford Properties
- Piano 68: DNB Bank
- Piani 69-73: Related Companies
- Piani 74-83: KKR & Co.
- Piano 79: (piano meccanico)
- Piani 99-100: (ponte di osservazione)
- Piano 101: (spazio per eventi)

## Galleria d'immagini

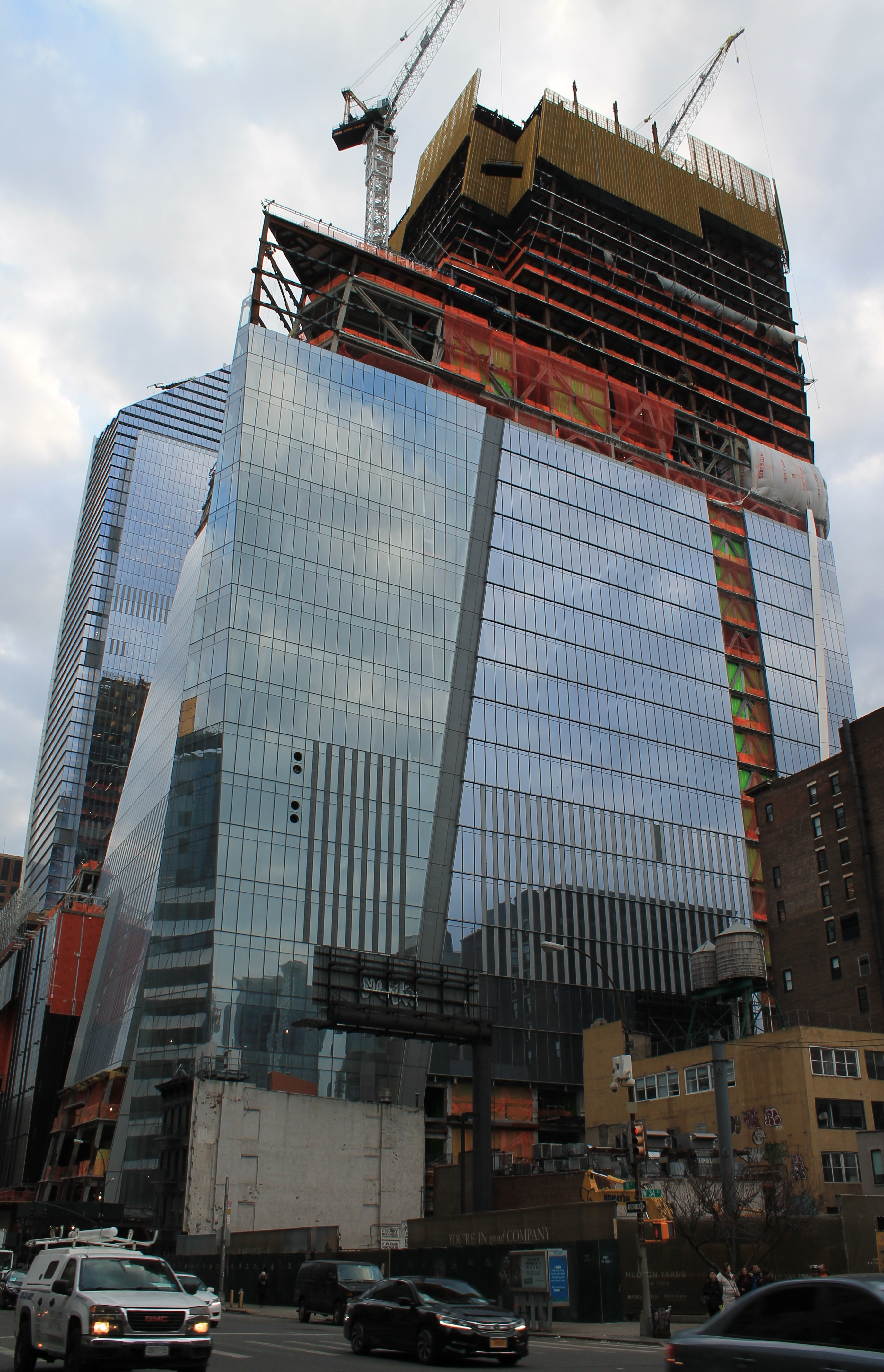
L'edificio nel marzo 2017
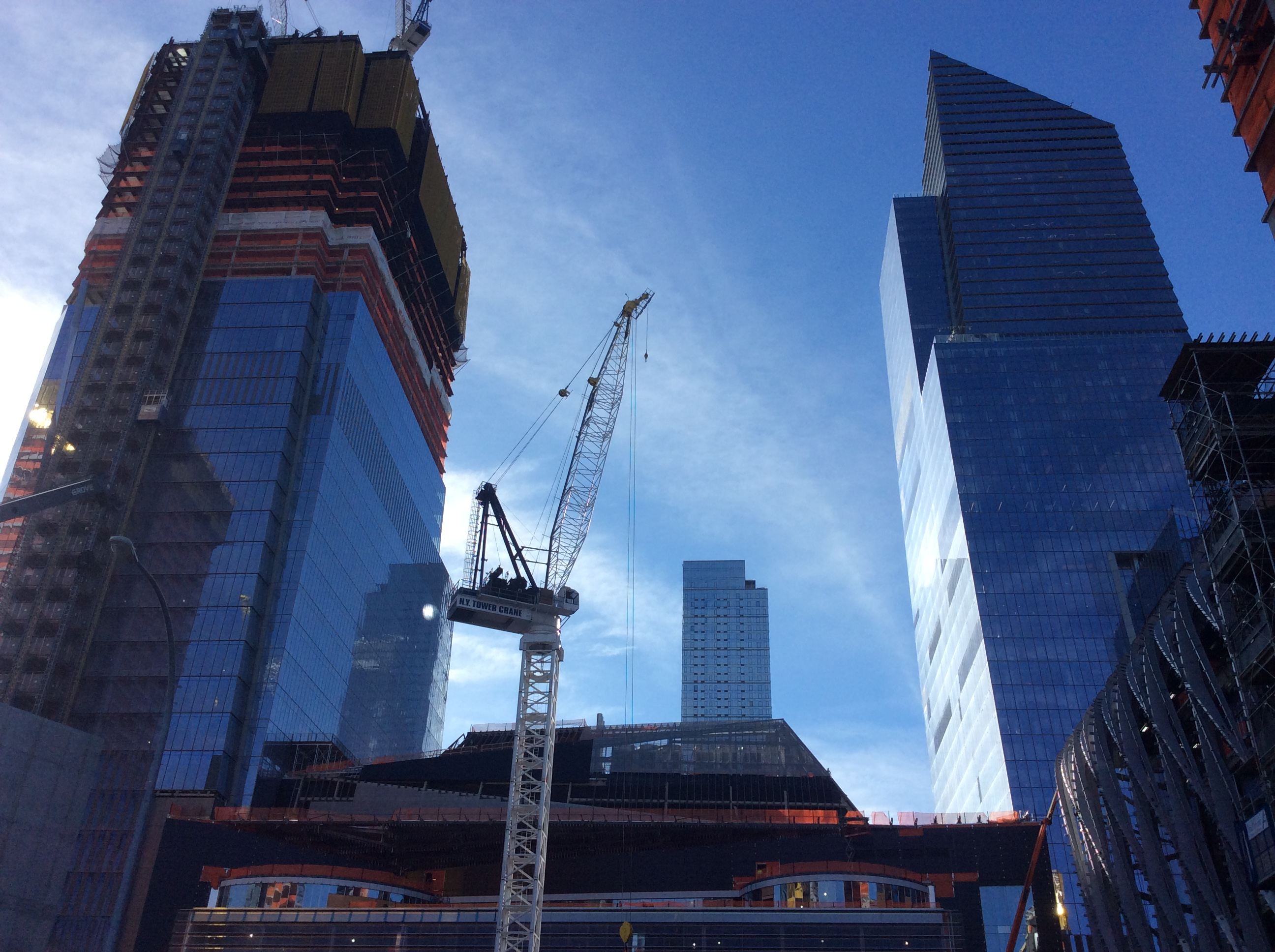
L'edificio in costruzione (sinistra) nel maggio 2017 con il 10 Hudson Yards completato (destra)
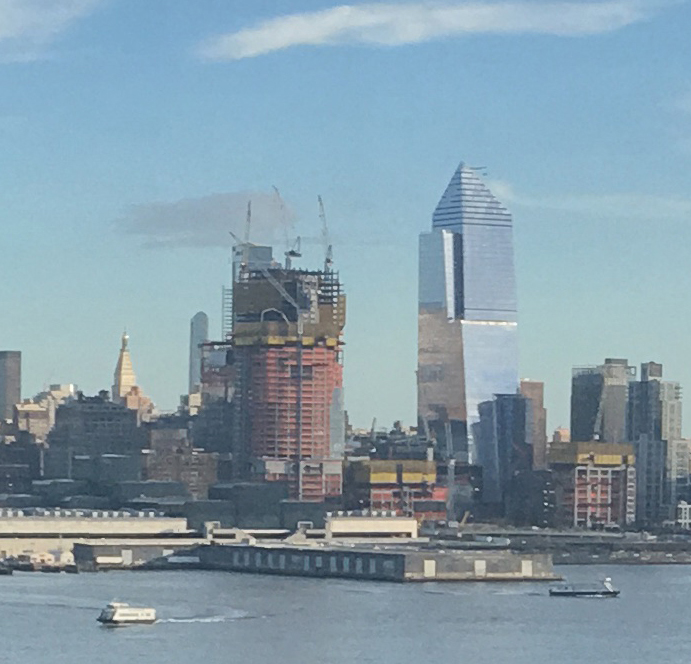
L'edificio in costruzione nel 2017 con alla sua destra il 10 Hudson Yards completato
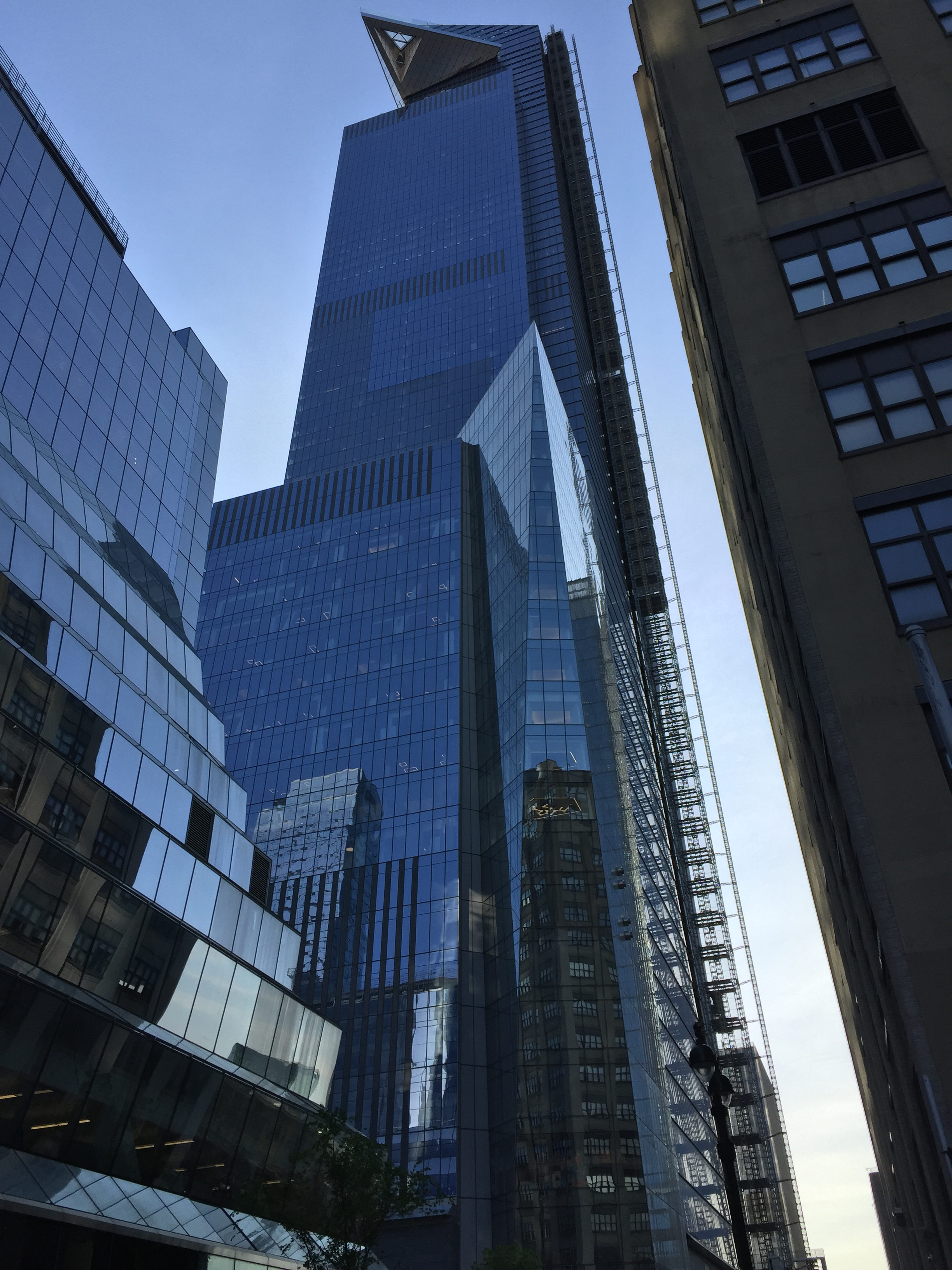
L'edificio nell'agosto 2019
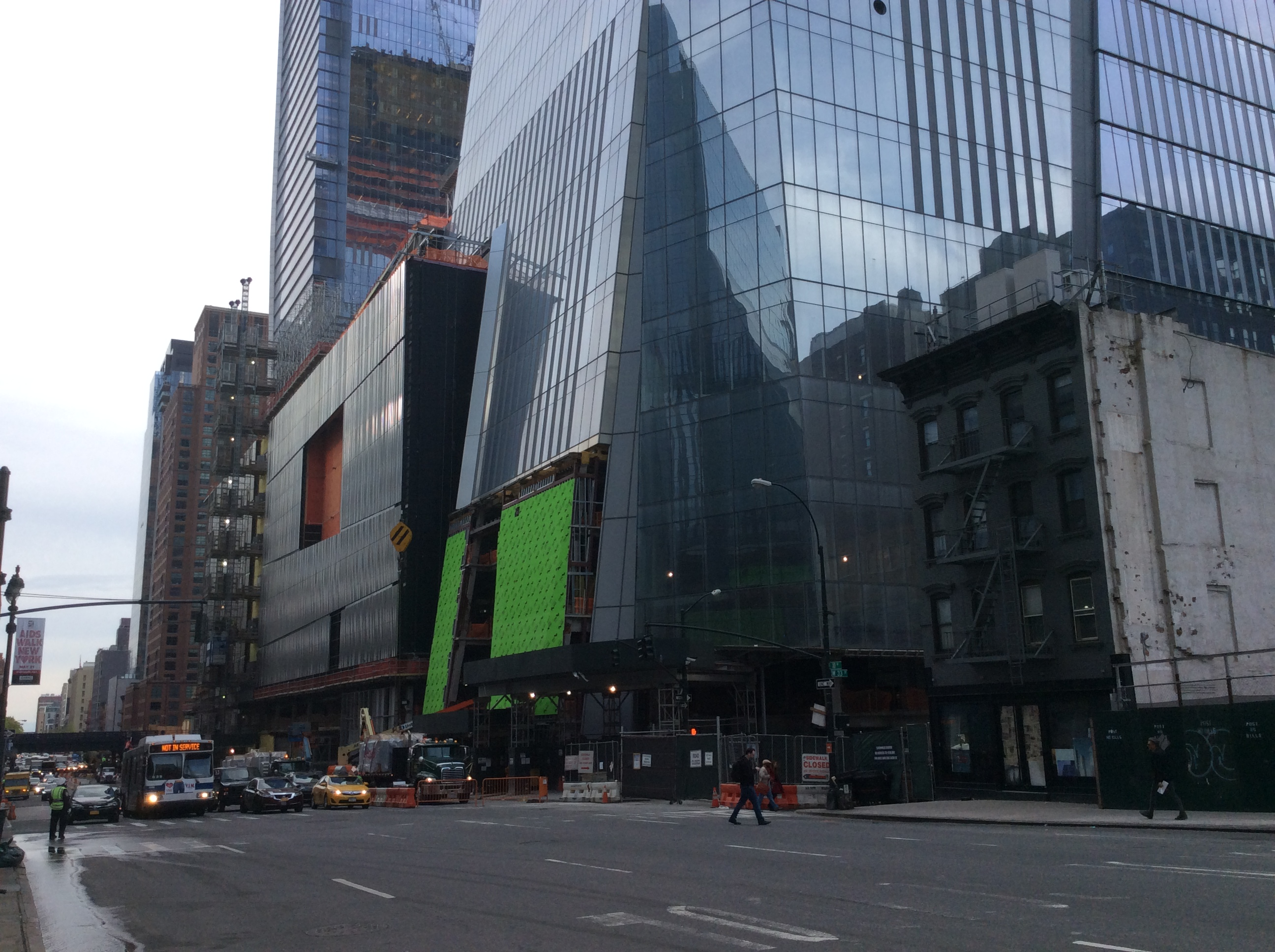
La base del grattacielo